# José Maldonado Gemio

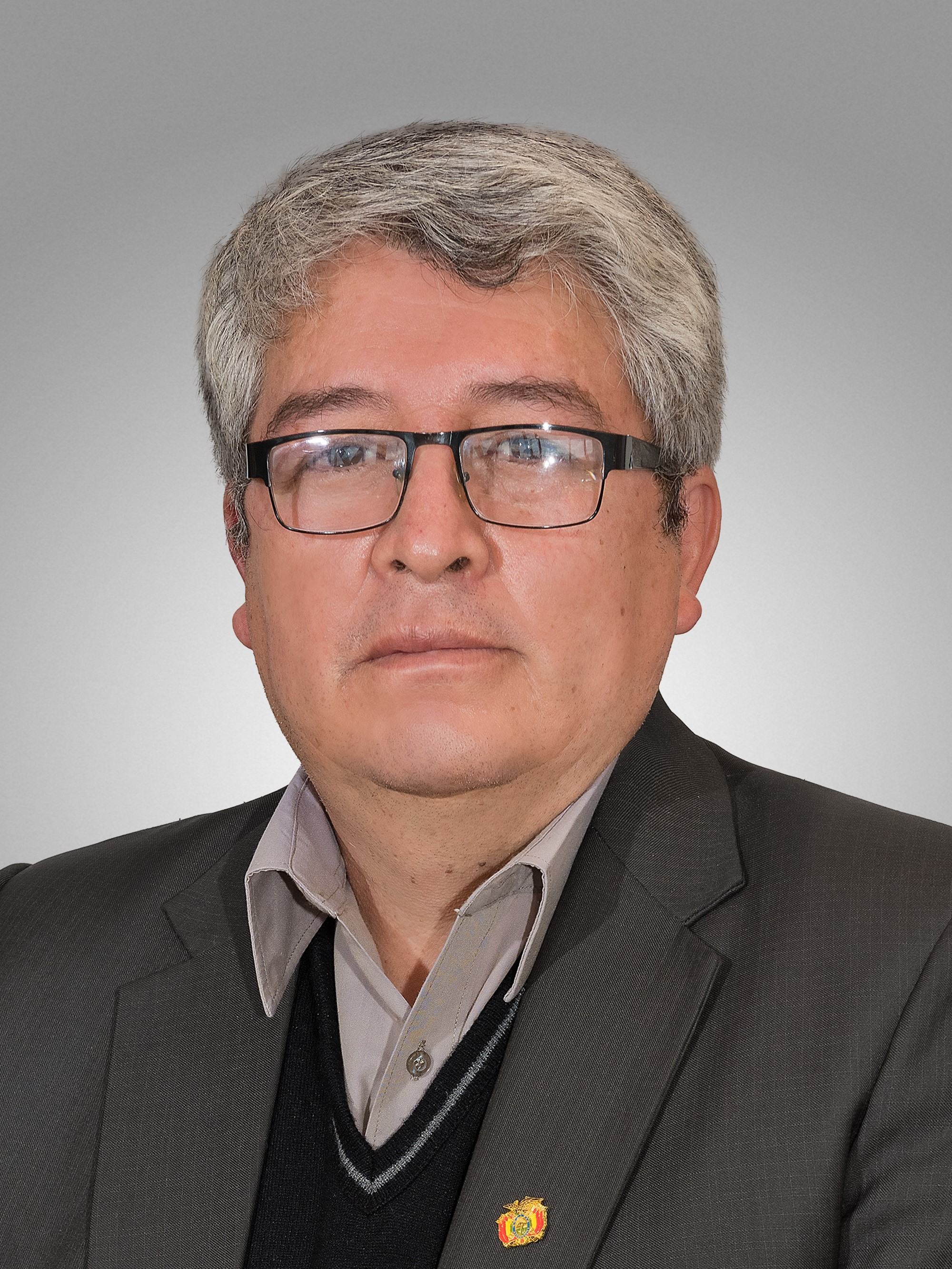
José Maldonado Gemio (2020)

José Maldonado Gemio (* 18. August 1962) ist ein bolivianischer Politiker der Comunidad Ciudadana (CC), der seit 2020 Mitglied des Abgeordnetenhauses von Bolivien ist.

## Leben
José Maldonado Gemio wurde bei der Parlamentswahl am 18. Oktober 2020 auf der Liste der Comunidad Ciudadana (CC) im Departamento Cochabamba zum Mitglied des Abgeordnetenhauses von Bolivien gewählt, des Unterhauses der Plurinationalen Legislativen Versammlung Boliviens. Seine Stellvertreterin wurde Doris Claudia Torrez Antezana.
Am 8. November 2023 wurde José Maldonado Dritter Sekretär des Präsidiums des Abgeordnetenhauses für die Sitzungsperiode 2023/2024 und gehört somit dem erweiterten Parlamentspräsidium um Parlamentspräsident Israel Huaytari Martínez an.